# Tennis aux Jeux panaméricains
Le tennis est une épreuve des Jeux panaméricains depuis la première édition en 1951, à l'exception de celle de 1971.
Elle comprend aujourd'hui cinq épreuves : le simple messieurs, le simple dames, le double messieurs, le double dames et le double mixte.

## Épreuves au programme
| Épreuves ↓ / Éditions → | 1951 | 1955 | 1959 | 1963 | 1967 | 1971 | 1975 | 1979 | 1983 | 1987 | 1991 | 1995 | 1999 | 2003 | 2007 | 2011 | 2015 | 2019 | 2023 | Total |
| ----------------------- | ---- | ---- | ---- | ---- | ---- | ---- | ---- | ---- | ---- | ---- | ---- | ---- | ---- | ---- | ---- | ---- | ---- | ---- | ---- | ----- |
| Simple messieurs        | •    | •    | •    | •    | •    |      | •    | •    | •    | •    | •    | •    | •    | •    | •    | •    | •    | •    | •    | 18    |
| Double messieurs        | •    | •    | •    | •    | •    | •    | •    | •    | •    | •    | •    | •    | •    | •    | •    | •    | •    | •    | 18   |       |
| Messieurs par équipes   |      |      |      |      |      |      |      |      |      | •    | •    |      |      |      |      |      |      |      | 2    |       |
| Simple dames            | •    | •    | •    | •    | •    | •    | •    | •    | •    | •    | •    | •    | •    | •    | •    | •    | •    | •    | 18   |       |
| Double dames            | •    | •    | •    | •    | •    | •    | •    | •    | •    | •    | •    | •    | •    | •    | •    | •    | •    | •    | 18   |       |
| Dames par équipes       |      |      |      |      |      |      |      |      |      | •    | •    |      |      |      |      |      |      |      | 2    |       |
| Double mixte            | •    | •    | •    | •    | •    | •    | •    | •    | •    | •    | •    |      |      |      | •    | •    | •    | •    | 15   |       |

## Résultats masculins

### Simple messieurs
| Éditions            | Or                        | Argent                    | Bronze                     |
| ------------------- | ------------------------- | ------------------------- | -------------------------- |
| 1951 Buenos Aires   | Enrique Morea (ARG)       | Alejo Russell (ARG)       | Gustavo Palafox (MEX)      |
| 1955 Mexico         | Arthur Larsen (USA)       | Enrique Morea (ARG)       | Luis Ayala (CHI)           |
| 1959 Chicago        | Luis Ayala (CHI)          | Robert Bédard (CAN)       | Jon Douglas (USA)          |
| 1963 São Paulo      | Ronald Barnes (BRA)       | Mario Llamas (MEX)        | Francisco Contreras (MEX)  |
| 1967 Winnipeg       | Thomaz Koch (BRA)         | Herb Fitzgibbon (USA)     | Arthur Ashe (USA)          |
| 1975 Mexico         | Butch Walts (USA)         | Adolfo González (MEX)     | Freddy de Jesús (en) (PUR) |
| 1979 San Juan       | Mel Purcell (USA)         | Ricardo Acuña (CHI)       | Andrés Gómez (ECU)         |
| 1983 Caracas        | Greg Holmes (USA)         | Fernando Pérez (MEX)      | Christian Miniussi (ARG)   |
| 1987 Indianapolis   | Fernando Roese (BRA)      | Middleton Parker (USA)    | Pablo Albano (ARG)         |
| 1987 Indianapolis   | Fernando Roese (BRA)      | Middleton Parker (USA)    | Luke Jensen (USA)          |
| 1991 La Havane      | Luis Herrera (MEX)        | David DiLucia (USA)       | Marcelo Saliola (BRA)      |
| 1991 La Havane      | Luis Herrera (MEX)        | David DiLucia (USA)       | Juan Pino (CUB)            |
| 1995 Mar de Plata   | Hernán Gumy (ARG)         | Javier Frana (ARG)        | Jimy Szymanski (VEN)       |
| 1995 Mar de Plata   | Hernán Gumy (ARG)         | Javier Frana (ARG)        | Nicolás Pereira (VEN)      |
| 1999 Winnipeg       | Paul Goldstein (USA)      | Cecil Mamiit (USA)        | David Nalbandian (ARG)     |
| 1999 Winnipeg       | Paul Goldstein (USA)      | Cecil Mamiit (USA)        | Paulo Taicher (BRA)        |
| 2003 Saint-Domingue | Fernando Meligeni (BRA)   | Marcelo Ríos (CHI)        | José de Armas (VEN)        |
| 2003 Saint-Domingue | Fernando Meligeni (BRA)   | Marcelo Ríos (CHI)        | Alex Kim (USA)             |
| 2007 Rio de Janeiro | Flávio Saretta (BRA)      | Adrián García (CHI)       | Eduardo Schwank (ARG)      |
| 2011 Guadalajara    | Robert Farah (COL)        | Rogério Dutra Silva (BRA) | Víctor Estrella (DOM)      |
| 2015 Toronto        | Facundo Bagnis (ARG)      | Nicolás Barrientos (COL)  | Dennis Novikov (USA)       |
| 2019 Lima           | João Menezes (BRA)        | Tomás Barrios Vera (CHI)  | Guido Andreozzi (ARG)      |
| 2023 Santiago       | Facundo Díaz Acosta (ARG) | Tomás Barrios Vera (CHI)  | Thiago Monteiro (BRA)      |

### Doubles messieurs
| Éditions            | Or                                            | Argent                                        | Bronze                                                |
| ------------------- | --------------------------------------------- | --------------------------------------------- | ----------------------------------------------------- |
| 1951 Buenos Aires   | Argentine Enrique Morea Alejo Russell         | Chili Carlos Sanhueza Luis Ayala              | Mexique Gustavo Palafox Anselmo Puente                |
| 1955 Mexico         | Mexique Mario Llamas Gustavo Palafox          | Argentine Enrique Morea Alejo Russell         | États-Unis Arthur Larsen Edward Moylan                |
| 1959 Chicago        | Mexique Antonio Palafox Gustavo Palafox       | Mexique Francisco Contreras Mario Llamas      | États-Unis Myron Franks Grant Golden                  |
| 1963 São Paulo      | Brésil Ronald Barnes Carlos Fernandes         | Mexique Juan Arredondo Vicente Zarazua        | Brésil Thomaz Koch Iarte Adam                         |
| 1967 Winnipeg       | Brésil José Edison Mandarino Thomaz Koch      | Mexique Marcello Lara Joaquín Loyo Mayo       | Équateur Pancho Guzmán Miguel Olvera                  |
| 1975 Mexico         | États-Unis Bruce Manson Butch Walts           | Mexique Adolfo González Raúl Contreras (en)   | Brésil José Schmidt (en) João Soares                  |
| 1979 San Juan       | États-Unis Mel Purcell Andy Kohlberg          | Chili Ricardo Acuña Héctor Pérez              | Porto Rico Ricky Díaz Ernie Fernández (en)            |
| 1983 Caracas        | États-Unis Eric Korita Jon Levine             | Mexique Jorge Lozano Fernando Pérez           | Venezuela Iñaki Calvo Carlos Claverie                 |
| 1987 Indianapolis   | États-Unis Luke Jensen Patrick McEnroe        | Mexique Agustín Moreno Fernando Pérez         | Costa Rica Fred Thome Kenneth Thome                   |
| 1987 Indianapolis   | États-Unis Luke Jensen Patrick McEnroe        | Mexique Agustín Moreno Fernando Pérez         | Guatemala Daniel Chávez Favio Sical                   |
| 1991 La Havane      | Porto Rico Miguel Nido Joey Rive              | Mexique Oliver Fernández Gerardo Martínez     | Pérou Patrick Baumeler Américo Túpac Venero           |
| 1991 La Havane      | Porto Rico Miguel Nido Joey Rive              | Mexique Oliver Fernández Gerardo Martínez     | Cuba Juan Pino Mario Tabares                          |
| 1995 Mar de Plata   | Argentine Javier Frana Luis Lobo              | Venezuela Juan Carlos Bianchi Nicolás Pereira | Chili Sergio Cortés Gabriel Silberstein               |
| 1995 Mar de Plata   | Argentine Javier Frana Luis Lobo              | Venezuela Juan Carlos Bianchi Nicolás Pereira | Mexique Ricardo Herrera Mario Pacheco                 |
| 1999 Winnipeg       | Brésil André Sá Paulo Taicher                 | Mexique Óscar Ortiz Marco Osorio              | États-Unis Bob Bryan Mike Bryan                       |
| 1999 Winnipeg       | Brésil André Sá Paulo Taicher                 | Mexique Óscar Ortiz Marco Osorio              | Venezuela Yohny Romero Maurice Ruah                   |
| 2003 Saint-Domingue | Mexique Santiago González Alejandro Hernández | Chili Adrián García Marcelo Ríos              | Argentine Cristian Villagrán Carlos Berlocq           |
| 2003 Saint-Domingue | Mexique Santiago González Alejandro Hernández | Chili Adrián García Marcelo Ríos              | États-Unis Jeff Morrison Alex Bogomolov               |
| 2007 Rio de Janeiro | Argentine Horacio Zeballos Eduardo Schwank    | Chili Adrián García Jorge Aguilar             | Mexique Santiago González Víctor Romero               |
| 2011 Guadalajara    | Colombie Juan Sebastián Cabal Robert Farah    | Équateur Júlio César Campozano Roberto Quiroz | États-Unis Nicholas Monroe Greg Ouellette             |
| 2015 Toronto        | Chili Nicolás Jarry Hans Podlipnik            | Argentine Guido Andreozzi Facundo Bagnis      | Équateur Gonzalo Escobar Emilio Gómez                 |
| 2019 Lima           | Équateur Gonzalo Escobar Roberto Quiroz       | Argentine Guido Andreozzi Facundo Bagnis      | Pérou Sergio Galdós Juan Pablo Varillas               |
| 2023 Santiago       | Brésil Gustavo Heide Marcelo Demoliner        | Chili Tomás Barrios Vera Alejandro Tabilo     | République dominicaine Nick Hardt Roberto Cid Subervi |

### Messieurs par équipes
| Éditions          | Or        | Argent     | Bronze     |
| ----------------- | --------- | ---------- | ---------- |
| 1991 La Havane    | Brésil    | Porto Rico | Chili      |
| 1991 La Havane    | Brésil    | Porto Rico | Cuba       |
| 1995 Mar de Plata | Argentine | Uruguay    | Chili      |
| 1995 Mar de Plata | Argentine | Uruguay    | États-Unis |

## Résultats féminins

### Simple dames
| Éditions            | Or                         | Argent                         | Bronze                     |
| ------------------- | -------------------------- | ------------------------------ | -------------------------- |
| 1951 Buenos Aires   | Mary Terán de Weiss (ARG)  | Felisa Piedrola de Zappa (ARG) | Imelda Ramírez (MEX)       |
| 1955 Mexico         | Rosa Maria Reyes (MEX)     | Yola Ramírez (MEX)             | Ingrid Metzner (BRA)       |
| 1959 Chicago        | Althea Gibson (USA)        | Yola Ramírez (MEX)             | Dorothy Head (USA)         |
| 1963 São Paulo      | Maria Esther Bueno (BRA)   | Yola Ramírez (MEX)             | Darlene Hard (USA)         |
| 1967 Winnipeg       | Elena Subirats (MEX)       | Patsy Rippy (USA)              | Jane Albert (USA)          |
| 1975 Mexico         | Lele Forood (en) (USA)     | Pat Medrado (BRA)              | Leyla Musalem (en) (CHI)   |
| 1979 San Juan       | Susan Hagey (en) (USA)     | Trey Lewis (USA)               | Maluca Llamas (en) (MEX)   |
| 1983 Caracas        | Gretchen Rush (USA)        | Gigi Fernández (PUR)           | Heliane Steden (MEX)       |
| 1987 Indianapolis   | Gisèle Miró (BRA)          | Adriana Isaza (COL)            | Maria Méndez (ARG)         |
| 1987 Indianapolis   | Gisèle Miró (BRA)          | Adriana Isaza (COL)            | Patricia Miller (URU)      |
| 1991 La Havane      | Pam Shriver (USA)          | Joelle Schad (DOM)             | Claudia Chabalgoity (BRA)  |
| 1991 La Havane      | Pam Shriver (USA)          | Joelle Schad (DOM)             | Andrea Vieira (BRA)        |
| 1995 Mar de Plata   | Florencia Labat (ARG)      | Ann Grossman (USA)             | Bettina Fulco (ARG)        |
| 1995 Mar de Plata   | Florencia Labat (ARG)      | Ann Grossman (USA)             | Chanda Rubin (USA)         |
| 1999 Winnipeg       | María Vento-Kabchi (VEN)   | Tara Snyder (USA)              | Mariana Díaz-Oliva (ARG)   |
| 1999 Winnipeg       | María Vento-Kabchi (VEN)   | Tara Snyder (USA)              | Alexandra Stevenson (USA)  |
| 2003 Saint-Domingue | Milagros Sequera (VEN)     | Sarah Taylor (USA)             | Kristina Brandi (PUR)      |
| 2003 Saint-Domingue | Milagros Sequera (VEN)     | Sarah Taylor (USA)             | Ansley Cargill (USA)       |
| 2007 Rio de Janeiro | Milagros Sequera (VEN)     | Mariana Duque Marino (COL)     | Betina Jozami (ARG)        |
| 2011 Guadalajara    | Irina Falconi (USA)        | Monica Puig (PUR)              | Christina McHale (USA)     |
| 2015 Toronto        | Mariana Duque Mariño (COL) | Victoria Rodríguez (MEX)       | Monica Puig (PUR)          |
| 2019 Lima           | Nadia Podoroska (ARG)      | Caroline Dolehide (USA)        | Verónica Cepede Royg (PAR) |
| 2023 Santiago       | Laura Pigossi (BRA)        | María Carlé (ARG)              | Julia Riera (ARG)          |

### Doubles dames
| Éditions            | Or                                                 | Argent                                                    | Bronze                                         |
| ------------------- | -------------------------------------------------- | --------------------------------------------------------- | ---------------------------------------------- |
| 1951 Buenos Aires   | Argentine Mary Terán de Weiss Felisa Piedrola      | Mexique Hilda Heyn Imelda Ramírez                         | Brésil Sylvia Villari Helena Stark             |
| 1955 Mexico         | Mexique Yola Ramírez Rosa Maria Reyes              | Argentine Edda Buding Graciela Lombardi                   | Brésil Maria Esther Bueno Ingrid Metzner       |
| 1959 Chicago        | Mexique Yola Ramírez Rosa Maria Reyes              | États-Unis Althea Gibson Karol Fageros                    | Mexique Marta Hernández Imelda Ramírez         |
| 1963 São Paulo      | États-Unis Carolyn Caldwell Darlene Hard           | Brésil Maria Esther Bueno Maureen Schwartz                | Mexique Yola Ramírez Elena Subirats            |
| 1967 Winnipeg       | États-Unis Jane Albert Patsy Rippy                 | Équateur María Eugenia Guzmán Ana María Ycaza             | Canada Vicki Berner Faye Urban                 |
| 1975 Mexico         | États-Unis Sandy Stap (en) Stephanie Tolleson (en) | Brésil Maria Cristina Andrade Wanda Ferraz (en)           | Cuba Iluminada Concepción (en) Marta Domínguez |
| 1979 San Juan       | États-Unis Susan Hagey (en) Ann Henricksson        | Canada Nicole Marois Hélène Pelletier                     | Porto Rico Gigi Fernández Cristina González    |
| 1983 Caracas        | États-Unis Gretchen Rush Louise Allen              | Porto Rico Gigi Fernández Marilda Júlia                   | Mexique Claudia Hernández Alejandra Vallejo    |
| 1987 Indianapolis   | États-Unis Sonia Hahn Ronni Reis                   | Argentine María Méndez Andrea Tiezzi                      | Porto Rico Marilda Juliá Emily Viqueira        |
| 1987 Indianapolis   | États-Unis Sonia Hahn Ronni Reis                   | Argentine María Méndez Andrea Tiezzi                      | Mexique Lucila Becerra Claudia Hernández       |
| 1991 La Havane      | États-Unis Pam Shriver Donna Faber                 | Brésil Claudia Chabalgoity Andrea Vieira                  | Chili Paula Cabezas Paulina Sepúlveda          |
| 1991 La Havane      | États-Unis Pam Shriver Donna Faber                 | Brésil Claudia Chabalgoity Andrea Vieira                  | Mexique Aranzazú Gallardo Isabela Petrov       |
| 1995 Mar de Plata   | Argentine Mercedes Paz Patricia Tarabini           | États-Unis Ann Grossman Chanda Rubin                      | Brésil Andrea Vieira Luciana Tella             |
| 1995 Mar de Plata   | Argentine Mercedes Paz Patricia Tarabini           | États-Unis Ann Grossman Chanda Rubin                      | Mexique Lucila Becerra Xóchitl Escobedo        |
| 1999 Winnipeg       | Brésil Joana Cortez Vanessa Menga                  | Chili Paula Cabezas Bárbara Castro                        | Argentine Mariana Díaz-Oliva Clarisa Fernández |
| 1999 Winnipeg       | Brésil Joana Cortez Vanessa Menga                  | Chili Paula Cabezas Bárbara Castro                        | Canada Renata Kolbovic Aneta Soukup            |
| 2003 Saint-Domingue | Brésil Bruna Colósio Joana Cortez                  | Porto Rico Kristina Brandi Vilmarie Castellvi             | Cuba Yamile Fors Guerra Yanet Núñez Mojarena   |
| 2003 Saint-Domingue | Brésil Bruna Colósio Joana Cortez                  | Porto Rico Kristina Brandi Vilmarie Castellvi             | Mexique Karin Palme Melissa Torres Sandoval    |
| 2007 Rio de Janeiro | Argentine Jorgelina Cravero Betina Jozami          | Colombie Karen Castiblanco Mariana Duque Marino           | Brésil Joana Cortez Teliana Pereira            |
| 2011 Guadalajara    | Argentine María Irigoyen Florencia Molinero        | États-Unis Irina Falconi Christina McHale                 | Colombie Catalina Castaño Mariana Duque Mariño |
| 2015 Toronto        | Canada Gabriela Dabrowski Carol Zhao               | Mexique Victoria Rodríguez Marcela Zacarías               | Argentine María Irigoyen Paula Ormaechea       |
| 2019 Lima           | États-Unis Usue Arconada Caroline Dolehide         | Paraguay Verónica Cepede Royg Montserrat González         | Brésil Carolina Alves Luisa Stefani            |
| 2023 Santiago       | Brésil Laura Pigossi Luisa Stefani                 | Colombie María Herazo González María Paulina Pérez García | Argentine María Carlé Julia Riera              |

### Dames par équipes
| Éditions          | Or        | Argent    | Bronze     |
| ----------------- | --------- | --------- | ---------- |
| 1991 La Havane    | Brésil    | Venezuela | Chili      |
| 1991 La Havane    | Brésil    | Venezuela | Cuba       |
| 1995 Mar de Plata | Argentine | Chili     | Brésil     |
| 1995 Mar de Plata | Argentine | Chili     | États-Unis |

## Mixte
| Éditions          | Or                                             | Argent                                                | Bronze                                                |
| ----------------- | ---------------------------------------------- | ----------------------------------------------------- | ----------------------------------------------------- |
| 1951 Buenos Aires | Mexique Imelda Ramírez Gustavo Palafox         | Argentine Felisa Piedrola de Zappa Enrique Morea      | Argentine Mary Terán de Weiss Alejo Russell           |
| 1955 Mexico       | Mexique Yola Ramírez Gustavo Palafox           | Argentine Felisa Piedrola de Zappa Enrique Morea      | Argentine Mary Terán de Weiss Alejo Russell           |
| 1959 Chicago      | Mexique Yola Ramírez Gustavo Palafox           | Mexique Rosa Maria Reyes Francisco Contreras          | États-Unis Althea Gibson Grant Golden                 |
| 1963 São Paulo    | Mexique Yola Ramírez Francisco Contreras       | Brésil Maria Esther Bueno Thomaz Koch                 | États-Unis Darlene Hard Frank Froehling               |
| 1967 Winnipeg     | États-Unis Jane Albert Arthur Ashe             | Mexique Elena Subirats Luis Augusto García            | Équateur María Eugenia Guzmán Pancho Guzmán           |
| 1975 Mexico       | États-Unis Lele Forood (en) Hank Pfister       | Porto Rico María de Annexy Freddy de Jesús (en)       | Mexique Alejandra Vallejo (en) Adolfo González        |
| 1979 San Juan     | Venezuela Marlin Noriega Juan Boveda           | États-Unis Ann Henricksson Fritz Buehning             | Mexique Alejandra Vallejo (en) Javier Ordaz (en)      |
| 1983 Caracas      | Venezuela Nuria Alasia Iñaki Calvo             | Mexique Alejandra Vallejo Jorge Lozano                | États-Unis Linda Gates Greg Holmes                    |
| 1987 Indianapolis | Mexique Lucila Becerra Gilberto Cicero         | Argentine Andrea Tiezzi Pablo Albano                  | Cuba Belkis Rodríguez Juan Pino                       |
| 1987 Indianapolis | Mexique Lucila Becerra Gilberto Cicero         | Argentine Andrea Tiezzi Pablo Albano                  | Brésil Gisele Miró Fernando Roese                     |
| 1991 La Havane    | États-Unis Pam Shriver David DiLucia           | Brésil Claudia Chabalgoity William Kyriakos           | République dominicaine Joelle Schad Rafael Moreno     |
| 1991 La Havane    | États-Unis Pam Shriver David DiLucia           | Brésil Claudia Chabalgoity William Kyriakos           | Porto Rico Emily Viqueira Jaime Frontera              |
| 1995 Mar de Plata | États-Unis Shaun Stafford Jack Waite           | Argentine Patricia Tarabini Luis Lobo                 | Cuba Belkis Rodríguez Abréu Juan Pino                 |
| 1995 Mar de Plata | États-Unis Shaun Stafford Jack Waite           | Argentine Patricia Tarabini Luis Lobo                 | Venezuela Ninfa Marra Volpe Jimy Szymanski            |
| 2011 Guadalajara  | Mexique Ana Paula de la Peña Santiago González | Chili Andrea Koch Benvenuto Guillermo Rivera-Aránguiz | Brésil Ana-Clara Duarte Rogério Dutra Silva           |
| 2015 Toronto      | Argentine María Irigoyen Guido Andreozzi       | Canada Gabriela Dabrowski Philip Bester               | Paraguay Verónica Cepede Royg Diego Galeano           |
| 2019 Lima         | Chili Alexa Guarachi Nicolás Jarry             | Bolivie Noelia Zeballos Federico Zeballos             | Pérou Anastasia Iamachkine Sergio Galdós              |
| 2023 Santiago     | Colombie Yuliana Lizarazo Nicolás Barrientos   | Brésil Luisa Stefani Marcelo Demoliner                | Argentine Martina Capurro Taborda Facundo Díaz Acosta |

## Tableau des médailles
Cette section présente le bilan des nations. Le rang est obtenu par le décompte des médailles d'or, puis en cas d'ex æquo, des médailles d'argent, puis de bronze.
| Rang  | Pays                   | Médaille d'or, Amérique | Médaille d'argent, Amérique | Médaille de bronze, Amérique | Total |
| ----- | ---------------------- | ----------------------- | --------------------------- | ---------------------------- | ----- |
| 1     | États-Unis             | 27                      | 14                          | 22                           | 63    |
| 2     | Brésil                 | 18                      | 8                           | 16                           | 42    |
| 3     | Argentine              | 17                      | 14                          | 17                           | 46    |
| 4     | Mexique                | 14                      | 20                          | 17                           | 51    |
| 5     | Venezuela              | 5                       | 2                           | 6                            | 13    |
| 6     | Colombie               | 4                       | 5                           | 1                            | 10    |
| 7     | Chili                  | 3                       | 13                          | 7                            | 23    |
| 8     | Porto Rico             | 1                       | 6                           | 7                            | 14    |
| 9     | Canada                 | 1                       | 3                           | 2                            | 6     |
| 10    | Équateur               | 1                       | 2                           | 4                            | 7     |
| 11    | République dominicaine | 0                       | 1                           | 3                            | 4     |
| 12    | Paraguay               | 0                       | 1                           | 2                            | 3     |
| 13    | Uruguay                | 0                       | 1                           | 1                            | 2     |
| 14    | Bolivie                | 0                       | 1                           | 0                            | 1     |
| 15    | Cuba                   | 0                       | 0                           | 8                            | 8     |
| 16    | Pérou                  | 0                       | 0                           | 3                            | 3     |
| 17    | Guatemala              | 0                       | 0                           | 1                            | 1     |
| 17    | Costa Rica             | 0                       | 0                           | 1                            | 1     |
| Total | Total                  | 91                      | 91                          | 118                          | 300   |

Mise à jour : après les Jeux panaméricains de 2023